# James Cervetto
Pour les articles homonymes, voir Cervetto.
James Cervetto, né le 8 janvier 1748 à Londres et mort le 5 février 1837 dans cette même ville, est un violoncelliste et compositeur britannique. Il est le fils de Giacomo Cervetto.

## Biographie
James Cervetto a composé plusieurs pièces pour son instrument.